# بير غيد
بير غيد (بالدنماركية: Per Gade)‏ هو لاعب كرة قدم دنماركي، ولد في 24 أغسطس 1977 في Nibe ‏ في الدنمارك. لعب مع نادي أوبه ونادي هورسينس.

## وصلات خارجية
- بير غيد على موقع قاعدة بيانات كرة القدم.إي يو (الإنجليزية)